# Plagithmysus immundus
Plagithmysus immundus är en skalbaggsart som beskrevs av Sharp 1910. Plagithmysus immundus ingår i släktet Plagithmysus och familjen långhorningar. Inga underarter finns listade i Catalogue of Life.